# Distretto di Bambas
Il distretto di Bambas è un distretto del Perù nella provincia di Corongo (regione di Ancash) con 500 abitanti al censimento 2007 dei quali 159 urbani e 341 rurali.
È stato istituito il 5 ottobre 1940.